# Audit de données

## Définition
L’audit de données est une méthode permettant de faire une analyse complète des informations maintenues dans une ou plusieurs bases de données.
L’objectif d’une telle analyse est d’obtenir une vision claire de la qualité des données présentes en bases.

## Pour en savoir plus
- Saisie de données
- Format de données
- Gestion des données